# منیره نوبخت
منیره نوبخت (۱۳۲۹–۲۸ دی ۱۴۰۰) سیاست‌مدار و نماینده دوره چهارم و پنجم مجلس شورای اسلامی در حوزه انتخابیه تهران بود.